# Ice on Fire
Ice on Fire is het negentiende studioalbum van de Britse singer-songwriter Elton John, uitgebracht op 4 november 1985. Het album werd in datzelfde jaar opgenomen in de Sol Studios in samenwerking met de Britse producent Gus Dudgeon.

## Achtergrond
Het laatste nummer van het album, Shoot Down the Moon, werd overwogen voor de James Bondfilm A View to a Kill. De producenten kozen echter voor een nummer van Duran Duran.
In 1999 verscheen een heruitgave door Mercury Records. Deze versie bevatte niet het bonusnummer Act of War, maar wel vier andere bonusnummers. Tevens heeft het nummer Satellite een langer intro en is de zang anders gemixt. Sorry Seems to Be the Hardest Word is opgenomen in mei 1977 en is niet dezelfde opname als de opname die verscheen op de 12-inchsingle van Nikita. De twee andere liveopnamen zijn afkomstig van het concert wat John in het Wembley Stadium gaf tijdens de tournee voor Breaking Hearts.

## Nummers
Alle teksten zijn geschreven door Elton John en Bernie Taupin, tenzij anders vermeld. 
| Nr. | Titel                                             | Duur |
| --- | ------------------------------------------------- | ---- |
| 1.  | This Town                                         | 3:56 |
| 2.  | Cry to Heaven                                     | 4:16 |
| 3.  | Soul Glove                                        | 3:31 |
| 4.  | Nikita                                            | 5:43 |
| 5.  | Too Young                                         | 5:12 |
| 6.  | Wrap Her Up                                       | 6:21 |
| 7.  | Satellite                                         | 4:37 |
| 8.  | Tell Me What the Papers Say                       | 3:40 |
| 9.  | Candy by the Pound                                | 3:56 |
| 10. | Shoot Down the Moon                               | 5:09 |
| 11. | Act of War (bonusnummer, duet met Millie Jackson) | 4:43 |

| Nr. | Titel                                           | Duur |
| --- | ----------------------------------------------- | ---- |
| 1.  | The Man Who Never Died                          | 5:12 |
| 2.  | Restless (live, 1984)                           | 4:25 |
| 3.  | Sorry Seems to Be the Hardest Word (live, 1977) | 4:25 |
| 4.  | I'm Still Standing (live, 1984)                 | 4:52 |

## Ontvangst
Het album ontving een gouden plaat in de Verenigde Staten, Duitsland, Frankrijk en Nederland. In het Verenigd Koninkrijk, Australië en Zweden ontving het album de platinastatus, in Zwitserland zelfs twee keer.

### NederlandseAlbum Top 100
| Hitnotering: 23-11-1985 t/m 26-7-1986 | Hitnotering: 23-11-1985 t/m 26-7-1986 | Hitnotering: 23-11-1985 t/m 26-7-1986 | Hitnotering: 23-11-1985 t/m 26-7-1986 | Hitnotering: 23-11-1985 t/m 26-7-1986 | Hitnotering: 23-11-1985 t/m 26-7-1986 | Hitnotering: 23-11-1985 t/m 26-7-1986 | Hitnotering: 23-11-1985 t/m 26-7-1986 | Hitnotering: 23-11-1985 t/m 26-7-1986 | Hitnotering: 23-11-1985 t/m 26-7-1986 | Hitnotering: 23-11-1985 t/m 26-7-1986 | Hitnotering: 23-11-1985 t/m 26-7-1986 | Hitnotering: 23-11-1985 t/m 26-7-1986 | Hitnotering: 23-11-1985 t/m 26-7-1986 | Hitnotering: 23-11-1985 t/m 26-7-1986 | Hitnotering: 23-11-1985 t/m 26-7-1986 | Hitnotering: 23-11-1985 t/m 26-7-1986 | Hitnotering: 23-11-1985 t/m 26-7-1986 | Hitnotering: 23-11-1985 t/m 26-7-1986 | Hitnotering: 23-11-1985 t/m 26-7-1986 |
| Week:                                 | 1                                     | 2                                     | 3                                     | 4                                     | 5                                     | 6                                     | 7                                     | 8                                     | 9                                     | 10                                    | 11                                    | 12                                    | 13                                    | 14                                    | 15                                    | 16                                    | 17                                    | 18                                    | 19                                    |
| ------------------------------------- | ------------------------------------- | ------------------------------------- | ------------------------------------- | ------------------------------------- | ------------------------------------- | ------------------------------------- | ------------------------------------- | ------------------------------------- | ------------------------------------- | ------------------------------------- | ------------------------------------- | ------------------------------------- | ------------------------------------- | ------------------------------------- | ------------------------------------- | ------------------------------------- | ------------------------------------- | ------------------------------------- | ------------------------------------- |
| Positie:                              | 31                                    | 22                                    | 22                                    | 21                                    | 14                                    | 13                                    | 12                                    | 9                                     | 8                                     | 6                                     | 8                                     | 13                                    | 16                                    | 11                                    | 11                                    | 13                                    | 11                                    | 12                                    | 10                                    |
| Week:                                 | 20                                    | 21                                    | 22                                    | 23                                    | 24                                    | 25                                    | 26                                    | 27                                    | 28                                    | 29                                    | 30                                    | 31                                    | 32                                    | 33                                    | 34                                    | 35                                    | 36                                    | 37                                    | 38                                    |
| Positie:                              | 11                                    | 13                                    | 18                                    | 22                                    | 27                                    | 28                                    | 31                                    | 51                                    | 53                                    | 59                                    | 71                                    | 69                                    | 74                                    | uit                                   |                                       |                                       |                                       |                                       |                                       |